# GM 406F
Das GM 406F (Groundmaster 406 fixed) ist ein Active Electronically Scanned Array Radarsystem der Luftverteidigung aus der Familie der GM-400-Radarsysteme.

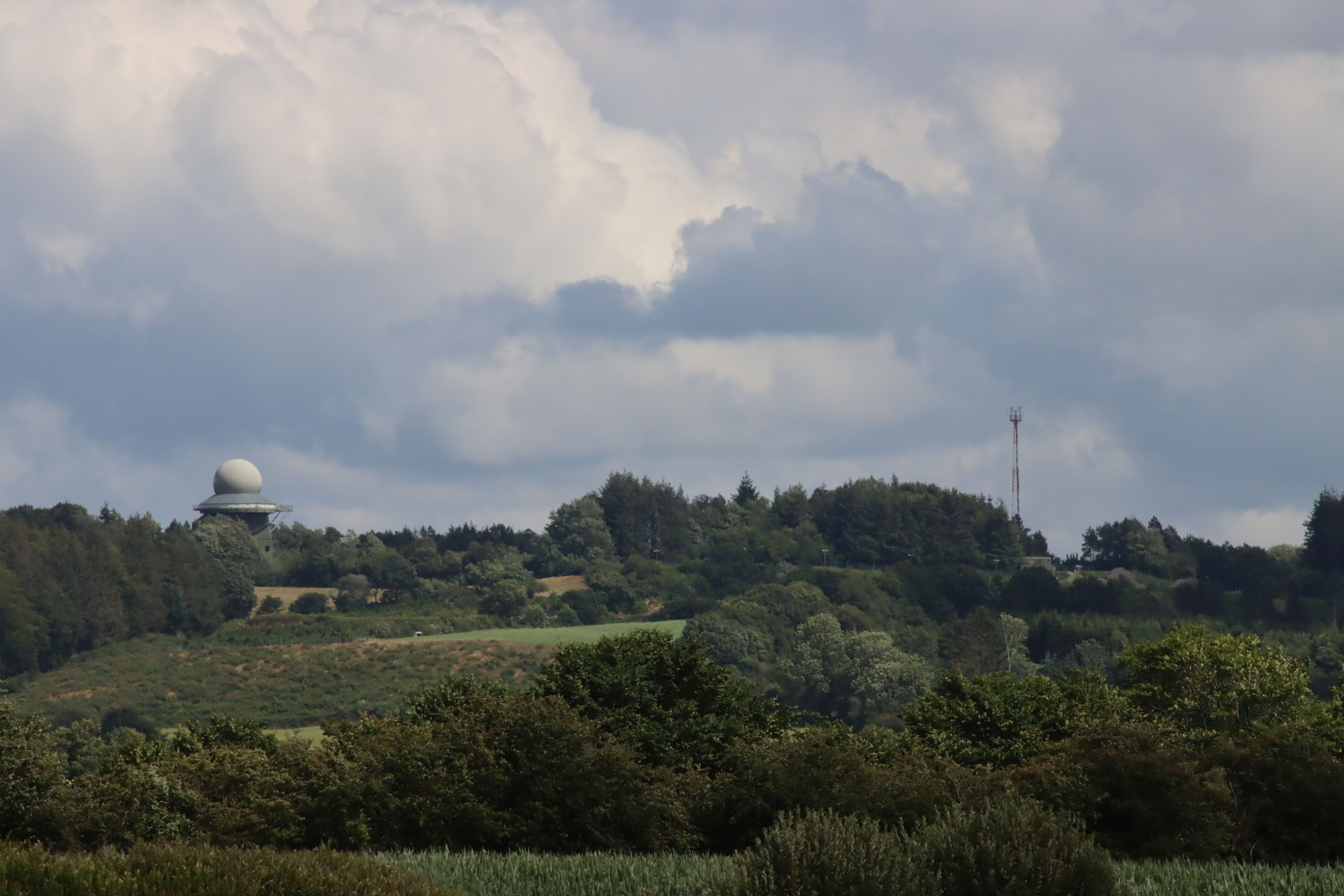
Radarstellung AbgTZg 245 Brekendorf

## System
Das GM 406F besteht aus einem Luftraumüberwachungsradar in Halbleitertechnik und einem Sekundärradar und ist eine für die Anforderungen der deutschen Luftwaffe veränderte Version des verlegbaren  Radars GM400 des Herstellers ThalesRaytheonSystems. Die Radarsysteme wurden im Thales-Werk im französischen Limours gefertigt.

## Dislozierung in Deutschland
Operationeller Nutzer des GM 406F in Deutschland ist der Einsatzführungsdienst der  Luftwaffe (EinsFüDstLw). Es wurde im Rahmen des Projektes ARED (Aktives Radarrundsuchgerät Einsatzführungsdienst Lw) durch das Bundesamt für Ausrüstung, Informationstechnik und Nutzung der Bundeswehr (BAAINBw) zur Ablösung der sechs Medium Power Radars an den bisherigen Standorten in die existenten Gebäude installiert, bei einem Gerätestückpreis von 21 Millionen Euro.
Weitere Radargeräte des Einsatzführungsdienstes in Deutschland sind RRP 117, HADR (Radar) und RAT 31DL.
Im Zeitraum zwischen Juli 2013 und August 2015 wurden in Deutschland die sechs beauftragten GM 406F in Betrieb genommen:
| Bezeichnung                                  | Standort     | Bundesland          | Unterstellung | Nutzung                 |
| -------------------------------------------- | ------------ | ------------------- | ------------- | ----------------------- |
| AbgTZg 240 (Abgesetzter Technischer Zug 240) | Erndtebrück  | Nordrhein-Westfalen | EinsFüBer 2   | in Betrieb              |
| AbgTZg 242                                   | Auenhausen   | Nordrhein-Westfalen | EinsFüBer 2   | seit 9. Juli 2013       |
| AbgTZg 243                                   | Visselhövede | Niedersachsen       | EinsFüBer 2   | seit 9. Juli 2014       |
| AbgTZg 245                                   | Brekendorf   | Schleswig-Holstein  | EinsFüBer 2   | in Betrieb              |
| AbgTZg 247                                   | Lauda        | Baden-Württemberg   | EinsFüBer 2   | seit 13. Februar 2014   |
| AbgTZg 248                                   | Freising     | Bayern              | EinsFüBer 2   | seit 22. September 2015 |

Die Antennenanlagen befinden sich unter Radomen mit ca. 12 m Durchmesser, um Wettereinflüsse zu minimieren.

## Technische Daten
| Technische Daten GM 406 | Technische Daten GM 406 |
| ----------------------- | ----------------------- |
| Frequenzbereich         | 2900–3300 MHz           |
| Pulswiederholzeit       |                         |
| Pulswiederholfrequenz   |                         |
| Sendezeit (PW)          |                         |
| Empfangszeit            |                         |
| Totzeit                 |                         |
| Pulsleistung            | >                       |
| Durchschnittsleistung   |                         |
| angezeigte Entfernung   | bis 470 km              |
| Entfernungsauflösung    | 200 m                   |
| Öffnungswinkel          | β:, ε:                  |
| Trefferzahl             | 1 bis 3                 |
| Antennenumlaufzeit      | 6 s                     |